# Sangjungi-dong
Sangjungi-dong (koreanska: 상중이동) är en stadsdel i staden Daegu i den centrala delen av Sydkorea, 230 km sydost om huvudstaden Seoul. Den ligger i stadsdistriktet Seo-gu.